# Nikolai Iwanowitsch Krylow

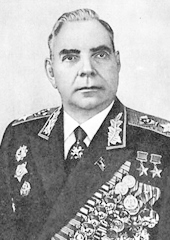
Nikolai Iwanowitsch Krylow

Nikolai Iwanowitsch Krylow (russisch Николай Иванович Крылов; * 16. Apriljul. / 29. April 1903greg. im Dorf Goljajewka (Gemeinde Tamala, Distrikt Balaschow, Gouvernement Saratow); † 9. Februar 1972 in Moskau) war Marschall der Sowjetunion und Oberkommandierender der Strategischen Raketenkräfte der Sowjetunion.

## Leben
Krylow wuchs in einer Dorflehrerfamilie auf. 1918 trat er in den Komsomol ein und war Sekretär der Komsomolgruppe der Gemeinde sowie Kämpfer einer freiwilligen Rotgardistengruppe. Während des Bürgerkrieges war er bestrebt, in die Rote Armee einzutreten und wurde Anfang 1919 für eine an der Südfront stationierte Flugdivision ausgewählt. Einige Tage später erkrankte er schwer und wurde zu seinen Eltern zurückgeschickt. Er beendete dann die Schule und erhielt das Schulabschlusszeugnis der Mittelstufe.

### Bürgerkriegszeit
Nachdem er 1920 erfolgreich Infanterielehrgänge in Saratow abgeschlossen hatte, setzte man Krylow im Bürgerkrieg als Kommandeur eines Schützenzuges und später einer Teilkompanie innerhalb der 28. Schützendivision ein. Als Teil der 11. Armee kämpfte er an der Südfront in Aserbaidschan und 1921 im Sowjetisch-Grusinischen Krieg. Im selben Jahr wurde Krylow in den Fernen Osten geschickt und im Alter von 19 Jahren kommandierte er in der Volksrevolutionsarmee der Fernöstlichen Republik ein Schützenbataillon des 3. Oberudinischen Regimentes der 1. Pazifikdivision. Krylow nahm am Sturm von Spassk, der Eroberung Ussurijsks und Wladiwostoks im Jahr 1922 teil.
Nach Beendigung des Bürgerkrieges blieb Krylow im Fernen Osten und diente weiter als Bataillonskommandeur in der Roten Armee. Ab 1923 war er der Gehilfe des Stabschefs des Schützenregiments. 1927 trat er in die KPdSU ein und beendete im August 1928 Weiterbildungskurse für Kommandierende der Roten Armee. Ab 1929 wurde Krylow Stabschef des Schützenregimentes der 1. Pazifikdivision und ab 1931 kommandierte er ein Bataillon im Wehrkreis Blagoweschtschensk, dessen Stabschef er 1936 wurde. Am 17. Februar 1938 beförderte man ihn zum Oberst.
1939 wurde Krylow der Chef einer Abteilung der Gesellschaft zur Förderung der Verteidigung, des Flugwesens und der Chemie in Stawropol und im Mai 1941 Stabschef des Wehrkreises Donau im südlichen Teil des an der sowjetisch-rumänischen Grenze gelegenen Wehrbezirks Odessa.

### Zweiter Weltkrieg
Der Zweite Weltkrieg begann für Krylow mit dem Kampf an der rumänischen Front. Als die Gefahr der Einnahme Odessas drohte, wurden die sowjetischen Truppen von der Grenze abgezogen und Oberst Krylow wurde im Juli 1941 der Stellvertreter des Chefs der operativen Abteilung der Küstenarmee. Da es im eingeschlossenen Odessa an Kommandeuren mangelte, wurde er am 11. August Chef der operativen Abteilung der Armee und schon am 21. August der Stabschef der Küstenarmee. In dieser Position blieb er von Beginn bis zum Ende der Verteidigung Odessas und Sewastopols. Während eines Truppenbesuchs außerhalb Sewastopols erlitt er bei einem Artilleriebeschuss im Dezember 1941 eine schwere Verwundung, an der er ein Leben lang litt. Am 27. Dezember 1941 erfolgte die Ernennung zum Generalmajor und anschließend die Evakuierung aus der Stadt in den letzten Tagen ihrer Verteidigung.
Mehr als einen Monat war er in der Reserve und schrieb während dieser Zeit einen Bericht über die Verteidigung von Sewastopol. Im August 1942 wurde Krylow als Stabschef der 1. Gardearmee eingesetzt. Bereits wenige Tage später erhielt er den Befehl, in Stalingrad den Posten des Stabschefs der 62. Armee zu übernehmen. Bis zur Ankunft des neuen Oberkommandierenden Tschuikow kommandierte er mehr als einen Monat die Armee in der Schlacht um die Stadt. Dort wurde er ein enger Freund Tschuikows und viele Monate war das Mitglied des Militärrates der Front Chruschtschow sein Vorgesetzter.
Nach dem Sieg von Stalingrad wurde Krylow im Mai 1943 Oberbefehlshaber der 3. Reservearmee und im Juli Kommandeur der 21. Armee der Westfront. Am 9. September 1943 beförderte man ihn zum Generalleutnant und setzte ihn im Oktober 1943 als Oberbefehlshaber der 5. Armee, die später an die 3. Weißrussische Front übergeben wurde, ein. An der Spitze dieser Armee zeigten sich Krylows Führungsqualitäten. Im Zuge der Belorussischen Operation 1944 stießen Teile der Armee erfolgreich nach Witebsk, Orscha und Minsk vor, stürmten Vilnius und schlugen die Wehrmacht um Kaunas. Für diese Leistungen wurde Krylow am 15. Juli 1944 der Titel „Held der Sowjetunion“ und der Dienstgrad des Generaloberst verliehen. Aufgrund seiner alten Verletzung lag er Ende 1944 zwei Monate in einem Moskauer Krankenhaus und kehrte dann auf den Posten des Oberbefehlshabers zurück und übernahm das Kommando bei der Schlacht um Ostpreußen. Für auch diese erfolgreiche Operation wurde ihm zum zweiten Mal der Titel „Held der Sowjetunion“ verliehen.
Nach dem Sieg über Deutschland wurde die 5. Armee der 1. Fernostfront unterstellt und Krylow nahm im August 1945 an der Sowjetischen Invasion der Mandschurei teil. Zusammen mit dem Oberbefehlshaber der Front Marschall Merezkow leitete er die Kämpfe gegen die 3. japanische Armee.

### Nachkriegszeit
Ab Oktober 1945 war Krylow der Stellvertreter des Oberkommandierenden des Küstenmilitärbezirks und im Januar 1947 wurde er Oberkommandierender der Streitkräfte im kleinen Militärbezirk Ferner Osten. Im März 1953 wurde dieser Bezirk in eine Armee umformiert und diese ging in einen neuen vereinigten Militärbezirk Ferner Osten über. Krylow kommandierte diese Armee nur ein halbes Jahr und im September 1953 wurde er erster Stellvertreter des Oberbefehlshabers des neuen, vereinigten Militärbezirks. Gleichzeitig beförderte man ihn am 18. September 1953 zum Armeegeneral. Er arbeitete dann als Befehlshaber folgender Militärbezirke:
- Ural, ab Januar 1956
- Leningrad, ab 1958
- Moskau, ab 1960.

Im März 1963 wurde Krylow der Oberkommandierende der Strategischen Raketenkräfte der UdSSR. Ihm oblag damit die Gründung einer neuen Streitkraft, die innerhalb einer kurzen Zeit in Gefechtsbereitschaft gebracht und deren neue Technik in Zusammenarbeit mit den Konstrukteuren geprüft werden musste. Die Entwicklung der Raketenkräfte wurde auch durch die Kubakrise beschleunigt. Krylow, Konstrukteur Jangel und eine Reihe anderer Spezialisten kamen überein, dass es notwendig war, neue unterirdische Abschussrampen zu bauen und neue Raketenkomplexe in Betrieb zu nehmen. Jangel schuf eine neue Art von Raketenwaffen, deren Reichweite bei Weitem die des Raketenkomplexes R-12 übertraf. Zu den Aufgaben Krylows gehörten weiterhin Inspektionen in allen Teilen und Abteilungen der Raketenkräfte. Er zeichnete außerdem verantwortlich für den Aufbau von Militärstädten, in denen das militärische Personal und seine Familien lebten. Krylow starb im Alter von 68 Jahren und wurde an der Kremlmauer beigesetzt.

## Auszeichnungen
- Held der Sowjetunion (2×: 19. April 1945 und 8. September 1945)
- Leninorden (4×: 8. Oktober 1942, 21. Februar 1945, 19. April 1945, 28. März 1963)
- Rotbannerorden (4×: 10. Februar 1942, 4. Februar 1943, 3. November 1944, 20. Juni 1949)
- Orden der Oktoberrevolution (22. Februar 1968)
- Suworoworden 1. Klasse (4. Juli 1944)
- Kutusoworden 1. Klasse (28. September 1943)
- Jubiläumsmedaille „XX Jahre Rote Arbeiter-und-Bauern-Armee“
- Medaille „Für die Verteidigung Stalingrads“
- Medaille „Für die Verteidigung Sewastopols“
- Medaille „Sieg über Deutschland“
- Medaille „Für den Sieg über Japan“
- Medaille „Für die Einnahme Königsbergs“
- Jubiläumsmedaille „Zum Gedenken an den 100. Geburtstag von Wladimir Iljitsch Lenin“
- Medaille „30 Jahre Sowjetarmee und Flotte“
- Medaille „40 Jahre Streitkräfte der UdSSR“
- Medaille „20. Jahrestag des Sieges im Großen Vaterländischen Krieg 1941–1945“
- Medaille „50 Jahre Streitkräfte der UdSSR“
- Ehrensäbel mit goldenem Staatswappen der UdSSR (22. Februar 1968)
- Acht Orden und Medaillen anderer Länder

## Namensgebungen
Den Namen Krylows tragen Straßen in Pensa und Odinzowo und die Militärhochschule der Raketenstreitkräfte in Charkiw. In seinem Geburtskreis sind Büsten Krylows aufgestellt.